# François-Marie de Camporosso
François-Marie de Camporosso (Camporosso, 27 décembre 1804 - Gênes, 17 septembre 1866) est un capucin italien reconnu saint par l'Église catholique.

## Biographie
Giovanni Croese naît au village de Camporosso (diocèse de Vintimille) en 1804 dans une famille de cultivateurs, ses parents Anselmo Croese et Maria Antonia Garzo lui donnent le prénom de Jean. Très tôt son père lui confie leur petit troupeau puis plus tard les travaux agricoles. En 1816 il fait sa première communion puis tombe malade, ses parents décident de l'amener au sanctuaire de Notre-Dame de Laghet (près de Nice) où il est guéri,,.
À l7 ans, il entend la voix de Dieu l'appelant à une vie plus parfaite et entre chez les frères mineurs conventuels de Sestri Ponente. Mais après de ferventes prières à la Sainte Vierge, et avec l'avis d'hommes éclairés, il fait son noviciat comme frère lai le 7 décembre 1825 au couvent des Capucins de Saint-Barnabas à Gênes avec le nouveau nom de François-Marie,,.
Peu de temps après il fait sa profession religieuse, le supérieur du couvent, malgré son jeune âge, l'envoya immédiatement à la maison principale de la province, dans le couvent de la Santissima Concezione de Gênes. Il est d'abord aide en cuisine puis infirmier et enfin affecté comme frère quêteur. C'est pour lui une occasion d'évangéliser surtout dans le quartier du port où il exerce une fascination extraordinaire sur tous ceux qui l'approchent en particulier les marins et des immigrants pour l'Amérique. Sa grande charité fait que les gens le surnomment le « padre santo » malgré ses protestations,.
Extrêmement dur avec lui-même, il s'impose plusieurs pénitences, dormant sur des planches nues, se nourrissant de croûtes de pain trempé dans de l'eau chaude, portant des vêtements grossiers et rapiécés, il a toujours été vu avec les pieds nus. En 1866, une épidémie de choléra s'abat sur la ville, il s'offre en victime pour faire cesser la maladie et meurt le 17 septembre,,.

## Culte et canonisation

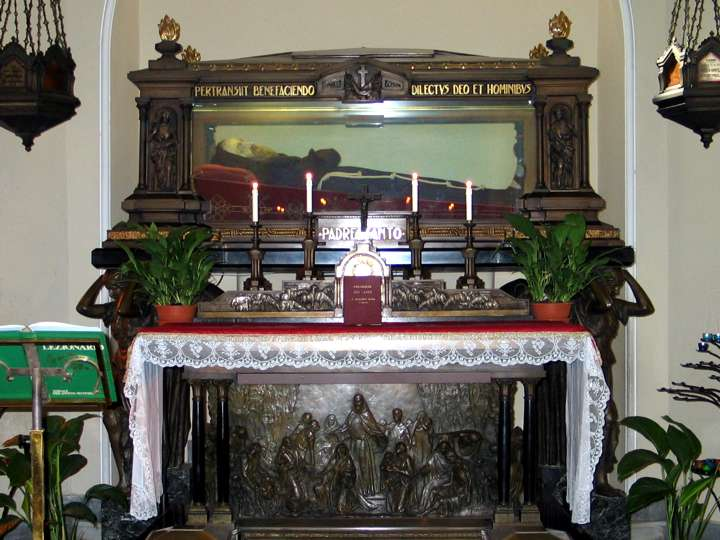
La châsse du saint dans la chapelle de la Concezione à Gênes.

Après sa mort les fidèles ont continué à l'invoquer et plusieurs miracles furent attribués à son intercession. En 1911, ses restes ont été transférés du cimetière de Staglieno dans l'église du couvent de la Très Sainte Conception (it) de Gênes où il repose, exposés à la vénération des fidèles dans une chapelle à gauche de l'autel principal. La cause de béatification a été introduite le 9 août 1896 et s'est terminée le 30 juin 1929 sous le pape Pie XI. Il a été proclamé saint par le pape Jean XXIII le 9 décembre 1962,. Le calendrier de l'ordre des Frères mineurs capucins honore sa mémoire le 19 septembre, alors que dans le reste de l’Église sa mémoire est célébrée le 17.
L'iconographie populaire le représente grand, mince, austère, avec son sac pour l'aumône parfois accompagné d'un enfant. Il y a beaucoup d'images du saint représenté par les peintres et sculpteurs célèbres, parmi lesquels une gravure sur cuivre par le peintre Antonio Frixione réalisé alors que le saint était encore en vie. La ville de Gênes a fait ériger une sculpture dans la zone portuaire par Guido Galletti.

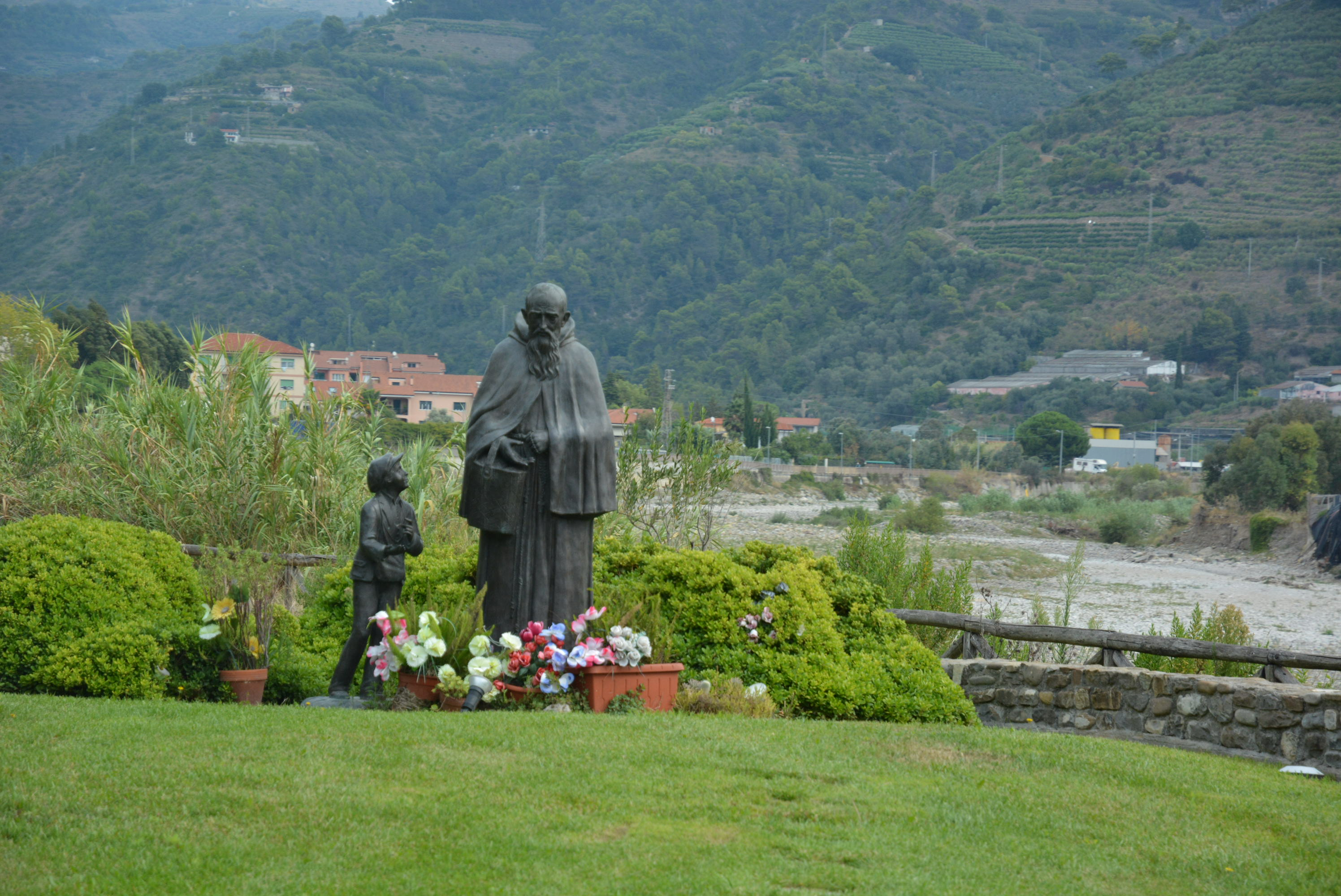
Statue du frère François-Marie près de Dolceacqua.
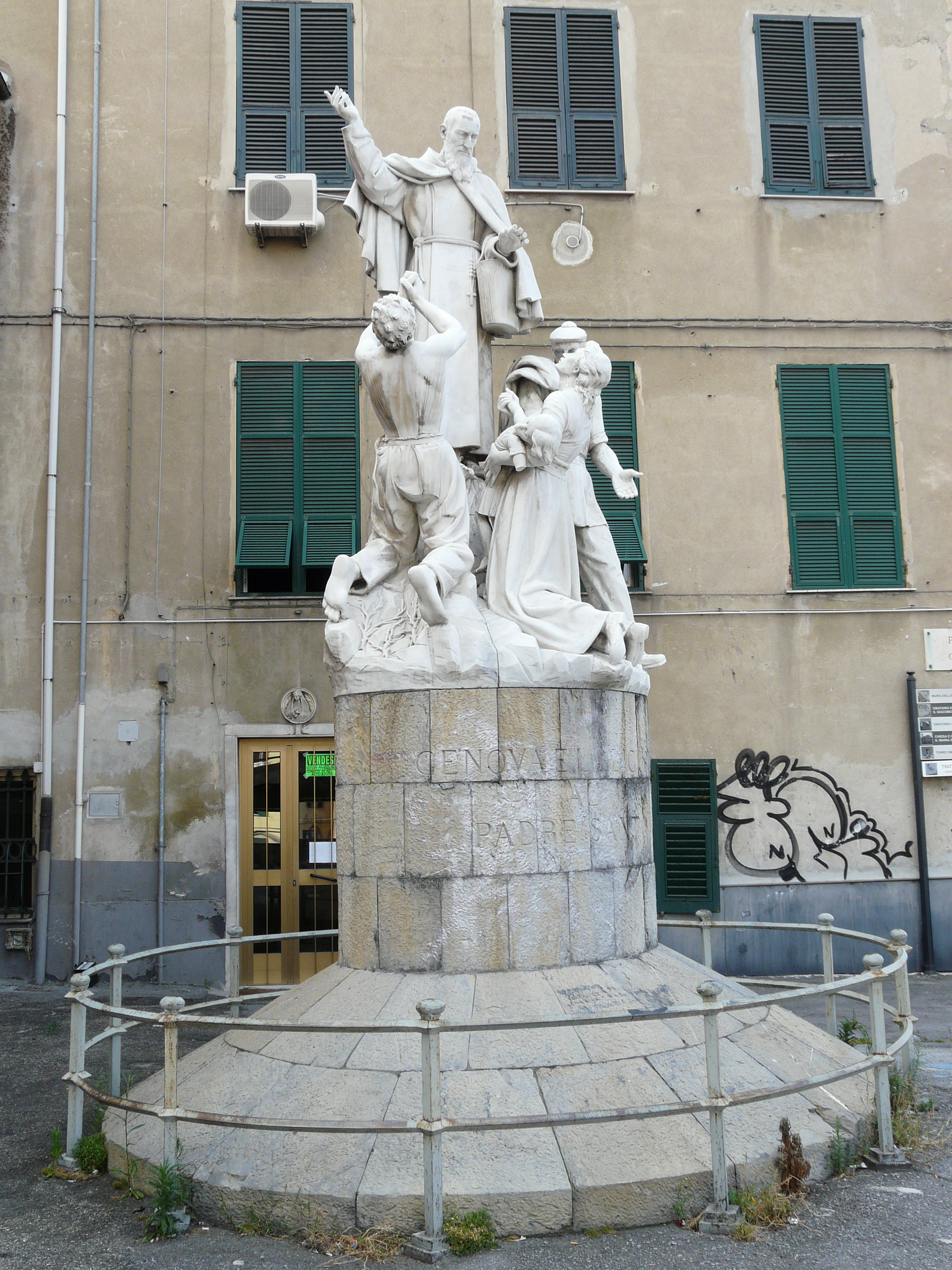
Statue dans le sanctuaire Notre-Dame des Grâces à Gênes
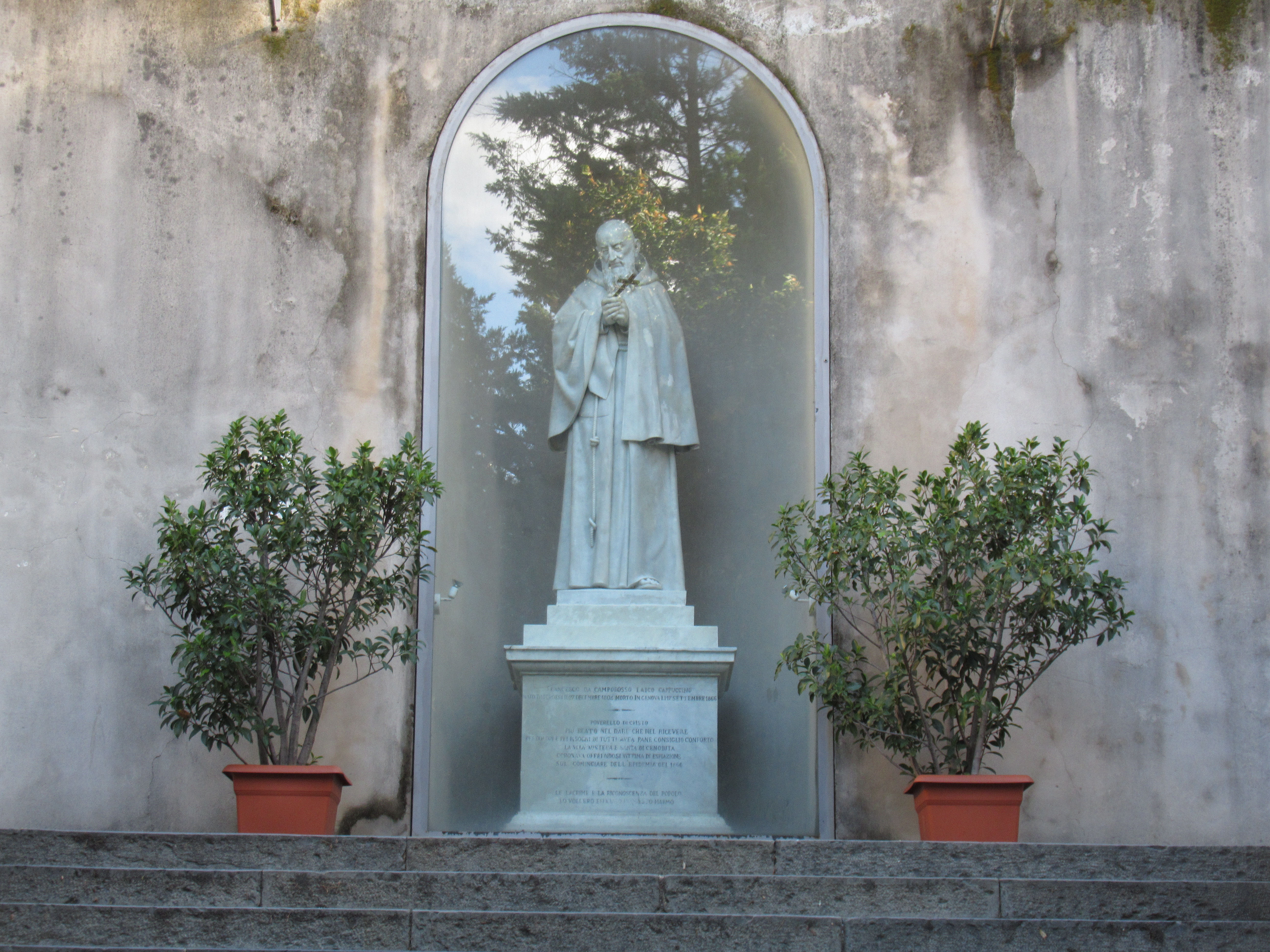
Statue près de l'église de la Conception à Gênes

## Le musée
En 2008, la rénovation de la chapelle a permis la création d'un musée consacré au saint, avec la reconstitution de sa cellule à partir de pièces originales du couvent de Maria Voltri où François-Marie vécut en 1824 ; et dans des vitrines des objets et des images nous racontent sa vie de travail et de dévouement au peuple, depuis l'enfance jusqu'à la canonisation et jusqu'à nos jours avec de nombreux ex-voto.